# 邱奕勝
邱奕勝（1960年11月15日—），中華民國政治人物，中國國民黨籍，現任桃園市議會議長，曾任桃園縣議會議長、副議長、議員、中國國民黨桃園市黨部主任委員、桃園縣黨部主任委員、副主任委員和全國地方議會正副議長聯誼會會長。

## 選舉紀錄
| 年度 | 選舉屆數               | 選舉區           | 所屬政黨   | 得票數 | 得票率 | 當選標記 |
| ---- | ---------------------- | ---------------- | ---------- | ------ | ------ | -------- |
| 1998 | 第十四屆桃園縣議員選舉 | 桃園縣第七選舉區 | 中國國民黨 | 6,119  | 5.68%  |          |
| 2002 | 第十五屆桃園縣議員選舉 | 桃園縣第七選舉區 | 中國國民黨 | 7,114  | 6.67%  |          |
| 2005 | 第十六屆桃園縣議員選舉 | 桃園縣第七選舉區 | 中國國民黨 | 11,042 | 7.26%  |          |
| 2009 | 第十七屆桃園縣議員選舉 | 桃園縣第七選舉區 | 中國國民黨 | 11,875 | 8.37%  |          |
| 2014 | 第一屆桃園市議員選舉   | 桃園市第七選舉區 | 中國國民黨 | 14,345 | 7.99%  |          |
| 2018 | 第二屆桃園市議員選舉   | 桃園市第七選舉區 | 中國國民黨 | 16,648 | 8.86%  |          |
| 2022 | 第三屆桃園市議員選舉   | 桃園市第七選舉區 | 中國國民黨 | 18,129 | 9.25%  |          |

## 外部連結
- 桃園市議長邱奕勝 facebook
- YouTube上的邱奕勝頻道